# Magda von Dolcke
Magda von Dolcke (født som Caroline Christine Magdalene von Dolcke, også kendt som Rosalinde Thomsen) (født 28. februar 1838 i Aabenraa, død 1926) var en dansk skuespiller.
Ud over sin skuespillerskunst blev hun lejlighedsvis kendt for sin relationer til Bjørnstjerne Bjørnson og kong Oscar II.

## Roller
- 1876 – Fanchon i Syrsan af Charlotte Birch-Pfeiffer, Djurgårdsteatern[1]
- 1876 – Lisbet i En söndag på Amager af Johanne Luise Heiberg, Djurgårdsteatern[2]
- 1876 – Aonda i Jorden runt på åttio dagar af Jules Verne og Adolphe d'Ennery, Djurgårdsteatern[3]